# Ху Фэн
Чжан Гуанжэ́нь (кит. упр. 张光人; 1902—1985), более известный под литературным псевдонимом Ху Фэн (кит. упр. 胡风) — китайский критик и поэт.

## Биография
Учился в университетах Нанкина и Пекина, вступил в Социалистический союз молодежи Китая. Участвовал в Движении 30 мая и национальной революции 1925—27. В 1928—33 находился в эмиграции (Япония), изучал в Университете Кэйо английский язык. В 1933 году был выслан из Японии за организацию антияпонских групп среди китайских студентов. 
Был видным членом Лиги левых писателей Китая. Литературно-критическую творческую деятельность начал под руководством Лу Синя, выступая с революционно-демократических позиций. Редактировал прогрессивные журналы «Циюэ» (1937—41) и «Сиван» (1945—46). Опубликовал сборники «Беседы о литературе» («Вэньи битань», 1936), «О национальной форме» («Миньцзу синши таолунь цзи», 1940), «Меч, литература, народ» («Цзянь, вэньи, жэньминь», 1953), «Дни противотечения» («Нилюды жицзы», 1947) и др., а также сборники стихов, публицистики и переводов. Автор сборников «Во имя завтра» («Вэйляо минтянь», 1952), «Путь реализма» («Лунь сяньшичжуиды лу», 1952) и др.

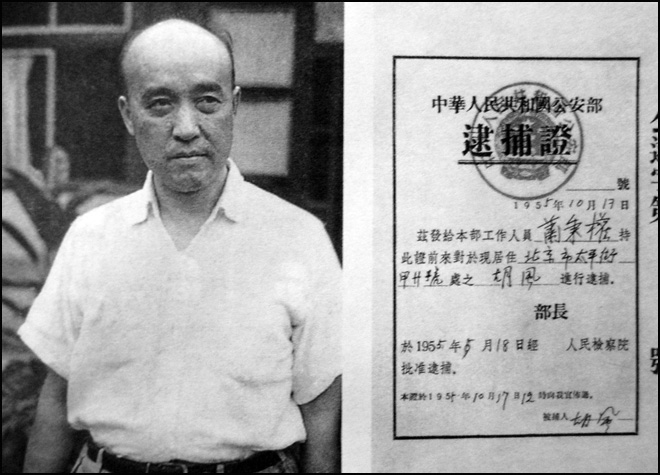
Ху Фэн в 1950 году; ордер на его арест

После провозглашения КНР в 1949 году Ху Фэн стал членом Первого Всекитайского собрания народных представителей, Китайской федерации литературных и художественных кружков и Союза китайских писателей, но также и единственным литератором, кто открыто выступил против идей Мао Цзэдуна о литературе и искусстве. В 1954 году он представил в ЦК КПК документ с изложением своих концепций, в связи с чем подвергся политической проработке. 
2 июля 1955 года, на следующий день после издания ЦК КПК «Директивы о начале борьбы со скрытыми контрреволюционными элементами», Ху Фэн и 77 его сторонников были арестованы. Всего по делу Ху Фэна были привлечены к ответственности более 2 тысяч человек в крупнейших городах. Ху Фэн был выпущен из тюрьмы в 1965 году, два года провёл в ссылке вместе с семьёй. В 1967 году вновь арестован, вышел на свободу лишь в 1979 году. Реабилитация Ху Фэна началась в 1980 году, полностью реабилитирован в 1988 году.